# 1re cérémonie des New York Film Critics Online Awards
La 1re cérémonie des New York Film Critics Online Awards, décernés par la New York Film Critics Online, a eu lieu en décembre 2001, et a récompensé les films réalisés dans l'année.

## Palmarès
- Meilleur film :
  - Mulholland Drive
- Meilleur réalisateur :
  - David Lynch pour Mulholland Drive
- Meilleur acteur :
  - Tom Wilkinson pour le rôle de Matt Fowler dans In the Bedroom
- Meilleure actrice :
  - Judi Dench  pour le rôle d'Iris Murdoch dans Iris
- Meilleur acteur dans un second rôle :
  - Steve Buscemi pour le rôle de Seymour dans Ghost World
- Meilleure actrice dans un second rôle :
  - Maggie Smith pour le rôle de la Comtesse de Trentham dans Gosford Park
- Révélation de l'année :
  - Naomi Watts – Mulholland Drive
- Meilleur premier film :
  - Todd Field pour In the Bedroom
- Meilleur scénario :
  - In the Bedroom – Todd Field
- Meilleure photographie :
  - The Barber (The Man Who Wasn’t There) – Roger Deakins
- Meilleur film en langue étrangère :
  - In the Mood for Love (花样年华) •  Hong Kong/ Chine/ France
- Meilleur film documentaire :
  - Les Glaneurs et la Glaneuse